# Bartolomeo Gagliano
Bartolomeo Gagliano (Nicosia, 1958 – Sanremo, 22 gennaio 2015) è stato un assassino seriale italiano.

## Biografia

### Infanzia
Bartolomeo Gagliano nasce a Nicosia nel 1958 da Antonio Gagliano e da Giuseppina Di Grazia. Dopo pochi anni la famiglia (ha un fratello) decide di trasferirsi a Savona, in Liguria. I primi anni di vita per Gagliano sono tranquilli, passati in una famiglia piuttosto normale anche se umile, finendo anche di frequentare la scuola dell'obbligo, ma col tempo nel ragazzo sorgono i primi squilibri psichici.

### Il "delitto dell'autostrada" e l'internamento
Nella notte del 16 gennaio 1981, prossimo al matrimonio con la sua fidanzata, dopo un appuntamento con Paolina Fedi, prostituta di 32 anni ed eroinomane, e le sue minacce di rivelare pubblicamente la loro relazione, la uccide sulla Fiat 124 del padre spaccandole la testa con una pietra, su una piazzola di sosta dell'autostrada Savona-Genova, all'altezza del casello di Celle Ligure. Il ragazzo abbandona l'auto raggiungendo Savona a piedi e il mattino seguente si costituisce ai carabinieri. Viene presto considerato incapace di intendere e di volere e, quindi, internato per dieci anni nell'ospedale psichiatrico giudiziario di Aversa.

### La conoscenza di Francesco Sedda
Il 12 giugno 1983 una famiglia comune è di passaggio in villeggiatura nella provincia di Massa-Carrara, quando Gagliano, libero quel giorno con un permesso premio, blocca la loro vettura e li costringe con le minacce a portarlo fino a Savona. Abbandonato il furgone, Gagliano disarma un vigile urbano e decide di sequestrare una ragazzina di una scolaresca, minacciando di spararle. Poi trova rifugio in un negozio, barricandosi dentro, ma dopo alcune ore si arrende alla polizia. Questa volta, Gagliano viene internato nell'OPG di Montelupo Fiorentino, sito nella Villa medicea dell'Ambrogiana.
A Montelupo, Gagliano conosce e diventa amico di un altro internato suo coetaneo, Francesco Sedda, originario di Nuoro e anche lui cresciuto in Liguria, a Genova. Sedda è tossicodipendente, è cresciuto con le rapine, è sieropositivo e come Gagliano ha un rapporto violento e ossessivo col sesso a pagamento. I due riducono in fin di vita un altro internato, un certo "Caratù", un piccolo delinquente napoletano che costringe gli altri internati ad obbedire ai suoi ordini, che si è fatto passare per infermo e gestisce piccoli traffici nella struttura.

### L'evasione dall'Ambrogiana e i delitti del 1989
L'11 gennaio 1989 Gagliano e Sedda evadono dall'OPG di Montelupo dopo una lunga pianificazione, superando il muro di cinta della struttura, rubando un'auto e dirigendosi in Liguria.
L'8 febbraio 1989 i due uccidono Nahir Fernandez Rodriguez, un travestito uruguaiano di 32 anni residente a Milano, con un colpo di pistola calibro 7,65, sparato a bruciapelo; il cadavere viene rinvenuto in una boscaglia dell'area di servizio di Cantalupa, sull'autostrada Milano-Genova.
Il 14 febbraio 1989, sulla Circonvallazione a mare, a Genova, Sedda e Gagliano minacciano la prostituta travestita "Vanessa", nome di Francesco Panizzi, e il suo cliente in auto, un operaio di 34 anni. Gagliano spara in faccia a Vanessa, che viene uccisa sul colpo, mentre il cliente resta ferito solo di striscio. Il giorno successivo all'omicidio di Panizzi, sempre sulla Circonvallazione, un'altra prostituta, Laura, che anche lei abita in vico di Untoria, viene ferita gravemente ma sopravvive all'agguato. Un testimone descrive l'assassino, fornendo un primo identikit alle autorità, che porta però all'erroneo arresto di un'altra persona, subito rilasciata. Il 16 febbraio, la redazione de Il Secolo XIX riceve una telefonata anonima di un uomo, probabilmente Sedda, che dichiara di aver contratto l’AIDS da una di quelle prostitute uccise e di volerne uccidere altre.
Il 20 febbraio 1989, in centro a Genova, la squadra mobile ferma un'Opel Corsa con a bordo due uomini, uno è Sedda che riesce a fuggire nei caruggi, l'altro è Gagliano che ha addosso una P-38 e in auto sono presenti i bossoli calibro 7,65. L'uomo viene subito arrestato e reinternato in una struttura psichiatrica giudiziaria. Dopo qualche giorno, anche Sedda si consegna alle forze dell'ordine e si ritrova, incredibilmente, ancora insieme a Gagliano, questa volta nell'OPG di Reggio Emilia, ma senza più formare la "coppia" degli anni precedenti.

### Gli anni successivi e la morte
Dopo un'altra evasione, sempre in direzione della provincia di Genova senza Gagliano, Sedda muore di AIDS a Reggio Emilia nel 1994, a soli 36 anni. Gagliano, intanto, a sua volta tenta ancora varie evasioni, tra cui una tra il dicembre 1990 e il gennaio 1991, e un'altra nel giugno 1994. Tra la fine degli anni novanta e i primi anni duemila, in seguito al miglioramento delle proprie condizioni mentali, Gagliano inizia ad essere inserito nelle strutture carcerarie regolari. Nel 2006, Gagliano viene condannato per rapina, aggressioni, possesso illegale di armi e trasferito nel carcere di Marassi, a Genova, ma questo non gli impedisce di compiere altre rapine durante i permessi in licenza. Anche il nipote Andrea finisce in carcere e divide la cella di Marassi con lo zio tra il giugno 2011 e il settembre 2013.
Proprio da Marassi, Gagliano approfitta un'altra volta di un permesso premio per buona condotta, il 18 dicembre 2013, ed evade di nuovo. Il giorno successivo minaccia un panettiere e gli ruba l'auto, una Panda con cui fugge e oltrepassa il confine francese. La notizia diffonde il panico, data la pericolosità del detenuto in fuga. I reati contestati a Gagliano sono di evasione, sequestro di persona, rapina dell’autovettura aggravata dall’uso dell’arma. Dopo qualche giorno Gagliano viene catturato dalla polizia francese a Mentone e, in seguito al processo a Genova, viene condannato a 6 anni e 10 mesi di reclusione da scontare nella casa circondariale di Sanremo.
Il mattino del 22 gennaio 2015, una settimana dopo l'ultima sentenza, Bartolomeo Gagliano si suicida, impiccandosi con un lenzuolo alle grate della finestra della sua cella.